# Beatles VI
Beatles VI – siódmy LP zespołu The Beatles wydany w USA przez wytwórnię Capitol (włącznie z The Beatles’ Story) a dziewiąty w ogóle wydany na rynku amerykańskim (Vee-Jay Records i United Artists Records w tym okresie również wydały po jednym albumie. LP ukazał się w wersji mono i stereo.

## Historia
Beatles VI zawiera dwa nagrania przygotowane specjalnie na rynek amerykański: „Bad Boy” i „Dizzy Miss Lizzy”, oba z repertuaru Larry’ego Williamsa i oba nagrane w dzień jego urodzin (10 maja 1965) (był to chyba jedyny przypadek, kiedy The Beatles nagrali coś specjalnie na rynek amerykański). Piosenka „Dizzy Miss Lizzy” znalazła się na brytyjskiej wersji albumu Help!, natomiast „Bad Boy” została zamieszczona dopiero na kompilacyjnym albumie A Collection of Beatles Oldies z 1966.
Album Beatles VI zawierał ponadto:
- sześć pozostałych nagrań z Beatles for Sale, które nie znalazły się na Beatles ’65,
- piosenkę „Yes It Is” (stronę B singla „Ticket to Ride”); jest to mix duofoniczny z nagrania monofonicznego z dodanym efektem echa i pogłosu,
- dwa nagrania z mającego się wkrótce ukazać w Wielkiej Brytanii albumu Help!: „You Like Me Too Much” i „Tell Me What You See”.

Medley „Kansas City”/„Hey, Hey, Hey, Hey” został początkowo wydany tylko jako „Kansas City”. Po zwróceniu uwagi przez prawników Venice Music wytwórnia Capitol skorygowała błąd, umieszczając właściwy tytuł na nalepce longplaya, tytułu na okładce płyty nie udało się już jednak poprawić.
W ciągu pierwszych pięciu dni od chwili ukazania się, album sprzedano w ilości pół miliona egzemplarzy, osiągając milion 1 lipca 1965. 26 lipca album zadebiutował na pozycji 149. Listy Billboard 200 by w trzecim tygodniu osiągnąć pozycję 1., którą zajmował przez sześć tygodni.
11 kwietnia 2006 album Beatles VI ukazał się po raz pierwszy w wersji CD jako część wydawnictwa box set The Capitol Albums, Volume 2 (numer katalogowy CDP 0946 3 57499 2 2). Wydano, tak jak przed laty, wersje mono i stereo, zamieszczając je na jednym krążku CD.

## Lista utworów
Wszystkie utwory, o ile nie zaznaczono inaczej, napisali  John Lennon i Paul McCartney.
Strona pierwsza:
| 1. | Medley „Kansas City”/„Hey, Hey, Hey, Hey” (Jerry Leiber, Mike Stoller/Richard Penniman) | 2:30  |
|    |                                                                                         |       |
| 2. | „Eight Days a Week”                                                                     | 2:43  |
|    |                                                                                         |       |
| 3. | „You Like Me Too Much” (George Harrison)                                                | 2:34  |
|    |                                                                                         |       |
| 4. | „Bad Boy” (Larry Williams)                                                              | 2:17  |
|    |                                                                                         |       |
| 5. | „I Don't Want to Spoil the Party”                                                       | 2:33  |
|    |                                                                                         |       |
| 6. | „Words of Love” (Buddy Holly)                                                           | 2:10  |
|    |                                                                                         |       |
|    |                                                                                         | 14:47 |
|    |                                                                                         |       |
Strona druga:
| 1. | „What You're Doing”           | 2:30  |
|    |                               |       |
| 2. | „Yes It Is”                   | 2:40  |
|    |                               |       |
| 3. | „Dizzy Miss Lizzy” (Williams) | 2:51  |
|    |                               |       |
| 4. | „Tell Me What You See”        | 2:35  |
|    |                               |       |
| 5. | „Every Little Thing”          | 2:01  |
|    |                               |       |
|    |                               | 12:37 |
|    |                               |       |